# Fibigia
Fibigia é um género botânico pertencente à família Brassicaceae.

## Espécies
- Fibigia clypeata